# Chalcolepidius limbatus
Chalcolepidius limbatus is een keversoort uit de familie kniptorren (Elateridae). De wetenschappelijke naam van de soort is voor het eerst geldig gepubliceerd in 1829 door Eschscholtz.

## Kenmerken
Chalcolepidius limbatus kan een lengte bereiken van 30 millimeter. De kleur van het pronotum (halsschild) en het dekschild varieert van groen, olijfbruin tot okergeel. Op het dekschild zijn een aantal zwartbruine lijnen zichtbaar.

## Leefwijze
Deze kever is omnivoor en eet zowel insecten als planten.

## Voortplanting en ontwikkeling
De eieren worden in de grond, strooisel of rottend hout afgezet. Vandaaruit vindt de ontwikkeling van de larven plaats.

## Verspreiding en leefgebied
De soort komt voor in Argentinië.